# Katerina Anastasiou
Katerina Anastasiou (griechisch Κατερίνα Αναστασίου, * 22. Januar 1973) ist eine ehemalige griechische Skilangläuferin.

## Werdegang
Anastasiou nahm im Dezember 1992 im Val di Fiemme erstmals am Weltcup teil und belegte dabei den 74. Platz über 15 km Freistil. In der Saison 1994/95 errang sie bei der Winter-Universiade 1995 in Candanchú den 50. Platz über 15 km Freistil und bei den nordischen Skiweltmeisterschaften 1995 in Thunder Bay den 71. Platz über 5 km klassisch und den 47. Platz über 30 km Freistil. Bei den nordischen Skiweltmeisterschaften 1997 in Trondheim lief sie auf den 72. Platz über 5 km klassisch und auf den 61. Rang über 15 km Freistil. Ihr letztes internationales Rennen absolvierte sie bei den Olympischen Winterspielen im folgenden Jahr in Nagano. Dort kam sie auf den 79. Platz über 5 km klassisch.